# 대형 (동진)
대형(大亨)은 중국 동진(東晉) 안제(安帝) 시기에 사용된 연호이다. 402년 3월에서 403년까지 1년 10개월 동안 사용하였다. 402년 3월에 원흥 연호를 폐지하고 융안(隆安) 6년을 사용하였다가 곧 대형(大亨)으로 개원하였다. 403년 12월에는 환현(桓玄)이 안제를 폐위하고 초(楚)나라를 세워 황제에 즉위하였으며 개원하여 영시(永始)라고 하였다. 405년에 안제가 복위한 후에 환현(桓玄)이 사용한 융안 6년, 대형, 건시(建始 : 403년), 영시(永始 : 403년 ~ 404년)의 4개 연호가 폐지되고 402년부터 404년까지를 원흥 연간으로 하였다.
같은 시기에 사용된 다른 연호로는 후연(後燕)에서 사용한 광시(光始 : 401년 ~ 406년), 후진(後秦)에서 사용한 홍시(弘始 : 399년 ~ 416년), 후량(後凉)에서 사용한 신정(神鼎 : 401년 ~ 403년), 북량(北凉)에서 사용한 영안(永安 : 401년 ~ 412년), 남량(南凉)에서 사용한 홍창(弘昌 : 402년 ~ 404년), 남연(南燕)에서 사용한 건평(建平 : 400년 ~ 405년), 서량(西凉)에서 사용한 경자(庚子 : 400년 ~ 404년), 북위(北魏)에서 사용한 천흥(天興 : 398년 ~ 404년)이 있다. 중국 이외의 다른 국가에서 사용한 연호로는 고구려(高句麗)에서 사용한 영락(永樂 : 391년 ~ 412년)이 있다.

## 개원
융안(隆安) 6년 3월 5일(402년 4월 22일)에 연호를 대형(大亨)으로 개원함.

## 연대대조표
| 대형                | 원년                           | 2년        |
| 서력                | 402년                          | 403년      |
| 육십간지 (六十干支) | 임인(壬寅)                     | 계묘(癸卯) |
| 후연 (後燕)         | 광시(光始) 2년                 | 3년        |
| 후진 (後秦)         | 홍시(弘始) 4년                 | 5년        |
| 후량 (後凉)         | 신정(神鼎) 2년                 | 3년        |
| 북량 (北凉)         | 영안(永安) 2년                 | 3년        |
| 남량 (南凉)         | 건화(建和) 3년 홍창(弘昌) 원년 | 2년        |
| 남연 (南燕)         | 건평(建平) 2년                 | 3년        |
| 서량 (西凉)         | 경자(庚子) 3년                 | 4년        |
| 북위 (北魏)         | 천흥(天興) 5년                 | 6년        |
| 고구려 (高句麗)     | 영락(永樂) 12년                | 13년       |

## 삭일(1일)
| 대형 원년 (402년) | 1월             | 2월             | 3월             | 4월             | 5월             | 6월             | 7월             | 8월             | 9월             | 10월            | 11월            | 12월            |
| ----------------- | --------------- | --------------- | --------------- | --------------- | --------------- | --------------- | --------------- | --------------- | --------------- | --------------- | --------------- | --------------- |
| 삭일(음력)        | 경오일 (庚午日) | 경자일 (庚子日) | 기사일 (己巳日) | 기해일 (己亥日) | 무진일 (戊辰日) | 무술일 (戊戌日) | 무진일 (戊辰日) | 정유일 (丁酉日) | 정묘일 (丁卯日) | 병신일 (丙申日) | 병인일 (丙寅日) | 을미일 (乙未日) |
| 율리우스력        | 402년 2월 18일  | 3월 20일        | 4월 18일        | 5월 18일        | 6월 16일        | 7월 16일        | 8월 15일        | 9월 13일        | 10월 13일       | 11월 11일       | 12월 11일       | 403년 1월 9일   |

## 같이 보기
- 중국의 연호